# ليام مالون
ليام مالون (بالإنجليزية: Liam Malone)‏ هو عداء سريع نيوزلندي، ولد في 23 ديسمبر 1993 في نيلسون في نيوزيلندا.

## روابط خارجية
- ليام مالون على موقع Paralympic.org (الإنجليزية)
- ليام مالون على موقع اللجنة البارالمبية النيوزيلندية (الإنجليزية)